# Mitică Popescu (piesă de teatru)
Mitică Popescu este o piesă de teatru a autorului român Camil Petrescu. A avut premiera în toamna anului 1928 la Teatrul Național din București, dar piesa nu s-a bucurat de succes. Criticile nu au fost aduse piesei ci autorului, deoarece criticii nu au uitat de premiera piesei Mioara din 1927, piesă care a stârnit numeroase polemici și controverse, fiind scoasă de pe afișe la scurt timp după premieră.

## Prezentare
Mitică Popescu este funcționar la o bancă care este îndrăgostit în secret de patroana sa,  Georgeta Demetriad. Aceasta se află la un pas de colaps financiar, dar este salvată de Mitică care îi dăruiește concesiunea unei fabrici de textile.  Realizând că Mitică are o pasiune ascunsă pentru ea, Georgeta încearcă să-l confrunte.

## Personaje
- Mitică Popescu
- Georgeta Demetriad („Patroana”)
- Directorul Valtezeanu
- Subdirectorul Stuparu
- Jean Goldenberg
- Buiac
- Casierul
- Sonia
- Profesorul Bernigrădeanu
- Ana
- Angela
- Jean
- Monica
- Miticuță
- Inspectorul de poliție
- Gardianul
- Crainicul

## Teatru radiofonic
- 11 martie 1956[2] - regia artistică: Paul Stratilat; cu Radu Beligan ca Mitică Popescu, Tanți Cocea, Willy Ronea, Paul Sava, Dem Savu, Ștefan Ciubotărașu, Mircea Constantinescu, Rozalia Avram, Jules Cazaban, Mircea Demetriad, Catița Ispas, Karin Rex, Constantin Codrescu, Marilena Prodan, Bebe Tănăsescu, Emil Giuan, Gheorghe Ionașcu și Horia Șerbănescu.

## Ecranizări
- 1984 - Mitică Popescu - regia Manole Marcus, cu actorii Micaela Caracaș, Mircea Jida, Remus Mărgineanu, Tudorel Filimon, Julieta Szönyi și Eugen Popescu.[3][4][5]